# Alma mater (pel·lícula de 2005)
Alma mater es una pel·lícula uruguaiana de 2004, coproduïda per Brasil i el Canadà. Dirigida per Álvaro Buela, és un drama musical fantàstic protagonitzat per Roxana Blanco, Nicolás Becerra, Werner Schünemann, Walter Reyno, Beatriz Massons i Humberto de Vargas.

## Sinopsi
Una tímida empleada de supermercat comença a rebre senyals —reals i imaginaris— d'una destinació meravellosa. Verge i religiosa, creu portar en les seves entranyes al salvador del pròxim mil·lenni.

## Protagonistes
- Roxana Blanco (Pamela)
- Nicolás Becerra (Katia)
- Werner Schünemann (Ministre Assunção)
- Walter Reyno (home amb barret)
- Beatriz Massons (Lucía)
- Humberto de Vargas
- Jenny Galván
- Gabriela Quartino
- Hugo Bardallo

## Premis
- Festival Internacional de Cinema de Sant Sebastià 2004: premi Casa d'Amèrica en Cinema en Construcció..
- Festival des Cinémas et Cultures de L'Amérique Latine, Biarritz (2005): premi a la millor actuació femenina.
- Cinemateca Uruguaya (2005): premi a la millor pel·lícula de l'any.
- Associació de Crítics de Cinema de l'Uruguai (2005): premis a la millor pel·lícula nacional, millor director, millor guió, millor fotografia, millor música original, millor actriu i actor revelació.
- Festival de Cinema Llatinoamericà de Varsòvia (2005): esment especial del jurat.
- Premis Grafiti (2006): premi a la millor edició i esment especial al disc Música desde Alma Mater.[3]
- Candidata al Goya a la millor pel·lícula estrangera de parla hispana (2006)[4]